# Playa de Luarca
La playa de Luarca se encuentra situada en las inmediaciones de Luarca, Valdés en Asturias y también es conocida como las playas 1ª y 2ª de Luarca. Forma parte de la Costa Occidental de Asturias y está enmarcada en el Paisaje Protegido de la Costa Occidental de Asturias, presentando catalogación como Paisaje protegido, ZEPA, LIC.

## Descripción
Tienen forma de concha. Tienen una longitud total de cuatrocientos ochenta m, una anchura media de unos 80 m y está formada por arena finas y rocas. Por su gran afluencia durante la época estival y el alto riesgo ante una situación de emergencia, la playa tiene la designación de «Categoría Especial». Su entorno es residencial, con un grado de urbanización y peligrosidad altos. Su situación dentro de la Villa Blanca es las inmediaciones del puerto pesquero. 
El acceso a ambas playas, como están muy próximas al núcleo urbano de Luarca, es muy fácil y en ellas desemboca el  río Negro. Prácticamente forman una sola playa y como hay unas rocas hacia la mitad, se diferencian por el ordinal. Después de la remodelación que se hizo en el espigón del flanco oeste, la tercera playa de Luarca o  Playa de Salinas está separada de estas dos solamente por el espigón. En sus proximidades está el «Faro Punta Atalaya». 
La playa dispone de múltiples servicios como son el de vigilancia, duchas, aparcamiento, agua potable, servicio de limpieza y restaurantes.